# 2922 Dikanʹka
2922 Dikanʹka eller 1976 GY1 är en asteroid i huvudbältet som upptäcktes den 1 april 1976 av den rysk-sovjetiske astronomen Nikolaj Tjernych vid Krims astrofysiska observatorium på Krim. Den har fått sitt namn efter staden Dikanka.
Asteroiden har en diameter på ungefär 5 kilometer.